# Zvijerina
Zvijerina je naseljeno mjesto u općini Bileća, Republika Srpska, Bosna i Hercegovina.

## Stanovništvo

### Popisi 1971. – 1991.
| Zvijerina     |              |               |               |
| godina popisa | 1991.        | 1981.         | 1971.         |
| Srbi          | 36 (100,0 %) | 110 (100,0 %) | 178 (100,0 %) |
| ukupno        | 36           | 110           | 178           |

### Popis 2013.
| Zvijerina     |             |
| godina popisa | 2013.       |
| Srbi          | 6 (100,0 %) |
| ukupno        | 6           |

## Vanjske poveznice
- Službene mrežne stranice općine Bileća